# René Baillot
Pour les articles homonymes, voir Baillot.
René Baillot est un pianiste, compositeur et pédagogue français, né le 23 octobre 1813 à Paris et mort dans la même ville le 28 mars 1889.

## Biographie
René Paul Baillot naît le 23 octobre 1813 à Paris.  
Fils du célèbre violoniste Pierre Baillot, il travaille le violon avec son père et étudie le piano avec Desormery et Pleyel,.  
À l'issue de sa formation, il se consacre principalement à l'enseignement et créé la classe d'ensemble instrumental au Conservatoire de Paris en 1848,, qu'il occupe jusqu'à sa retraite, en 1887. Benjamin Godard lui succèdera à ce poste.   
En 1870, il est nommé chevalier de la Légion d'honneur,, et officier d'Académie en 1880.   
Il meurt à Paris le 28 mars 1889, en son domicile du 10 boulevard des Batignolles, et est inhumé au cimetière de Montmartre. Il était le beau-frère du violoniste et compositeur Eugène Sauzay.                
Comme compositeur, il est l'auteur de plusieurs œuvres pour piano, notamment des Études et des Variations.            

## Distinctions
- Chevalier de la Légion d'honneur (1870)
- Officier d'académie (1880)